# Banja Luka-Beograd II 2014
Il Banja Luka-Beograd II 2014, ottava edizione della corsa, valido come evento del circuito UCI Europe Tour 2014, fu disputato il 13 aprile 2014 su un percorso totale di 140 km. Fu vinto dal serbo Ivan Stevic con il tempo di 2h56'17" km alla media di 47,65 km/h.
Al traguardo 143 ciclisti portarono a termine la gara.

## Ordine d'arrivo (Top 10)
| Pos. | Corridore          | Squadra        | Tempo    |
| ---- | ------------------ | -------------- | -------- |
| 1    | Ivan Stevic        | Tusnad         | 2h56'17" |
| 2    | Georgios Bouglas   | SP Tableware   | s.t.     |
| 3    | Stefan Schäfer     | LKT Team       | s.t.     |
| 4    | Enrico Rossi       | Christina Wat. | s.t.     |
| 5    | Jan Tratnik        | Amplatz-BMC    | s.t.     |
| 6    | Konstantin Yakimov | Team 21        | s.t.     |
| 7    | Maris Bogdanovics  | Alpha Baltic   | s.t.     |
| 8    | Martin Otonicar    | Radenska       | s.t.     |
| 9    | Jovan Zekavica     | Serbia         | s.t.     |
| 10   | Florian Bissinger  | WSA-Greenlife  | s.t.     |